# NGC 1137
NGC 1137 (również PGC 10942 lub UGC 2374) – galaktyka spiralna (Sb), znajdująca się w gwiazdozbiorze Wieloryba. Odkrył ją Lewis A. Swift 17 października 1885 roku.
W galaktyce tej zaobserwowano supernową SN 2010lp.